# 風燭淚
《风烛泪》（義大利語：Umberto D.），维多里奥·狄西嘉导演的新现实主义电影。影片中的演员大多是非职业的，包括主演Carlo Battisti。它讲述了一名罗马老人Umberto Domenico Ferrari试图以微薄的退休金维持住宿，但女房东却试图将其驱逐。他恳求一些富裕朋友未果，甚至他的两个知心朋友——一位女仆和他的爱犬Flike也无法帮助他。2005年《时代周刊》将其评为有史以来最伟大的100部电影之一。